# Вепр (геральдика)

Геральдичний вепр

Вепр, кабан — гербова фігура, що символізує мужність і безстрашність. Майже завжди зображується чернью і в профіль.
Іноді зображується одна кабаняча голова (фр. lahure); причому при  описі окремо позначається колір очей і іклів тварини (фр. les defenses). Голова кабана — популярний знак на вивісках ресторанів і розважальних закладів, в даному контексті він символізує як обжерливість, так і сексуальну силу.
Білий кабан був нагрудною емблемою  Річарда III. На його коронацію в 1483 році було замовлено 13 тис. таких значків. З цієї причини противники називали Річарда «кабаном», або «вепром». Після поразки короля в  битві при Босворті власники готелів змінили емблему білого кабана на синього.
Вепр також виступає на гербах багатьох муніципалітетів (громад та міст) країн  Європи.

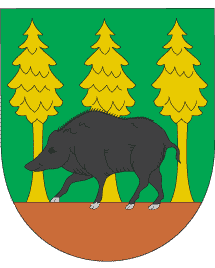
Герб смт. Ратне
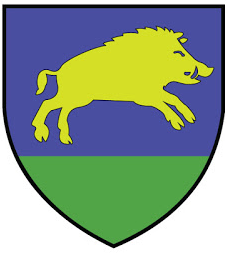
Герб села Веприк
Герб муніципалітету Беласкоайн, Іспанія
Герб громади Еферсвінкель, Німеччина
Герб громади Берг-ам-Ірхель, Швейцарія
Герб гміни Кернозя, Польща
Герб Таланса, Франція
Родовий герб Денгоф
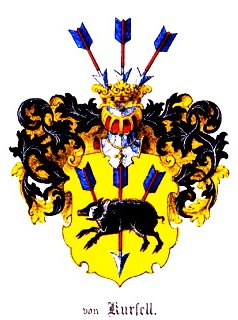
Родовий герб фон Курселль
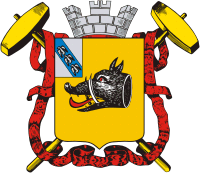
герб Рильська
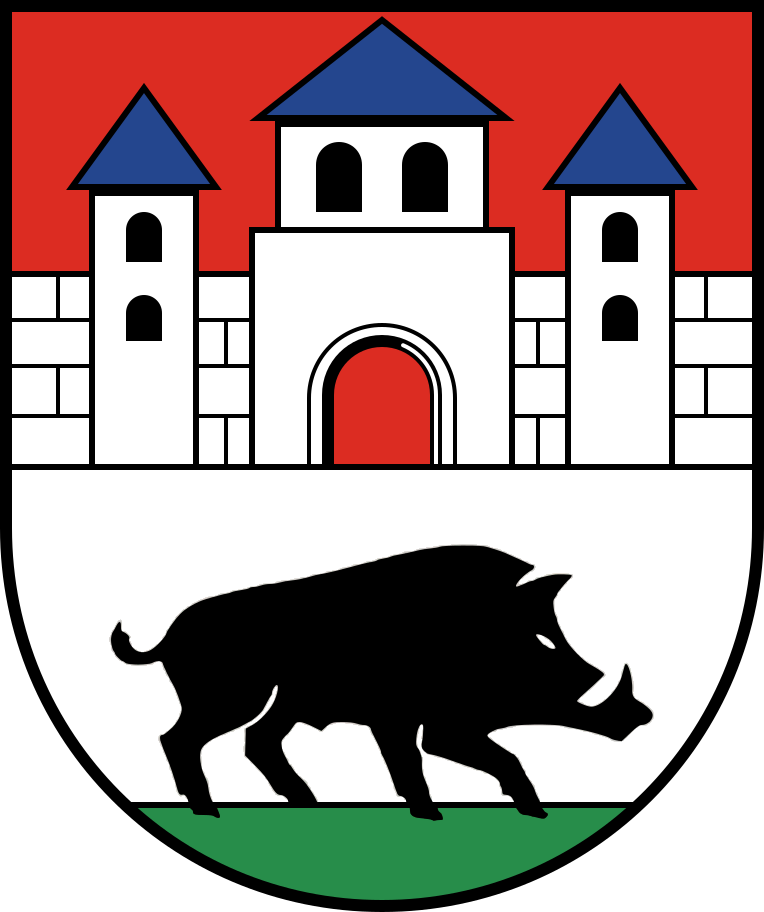
Герб громади Гольсен, Німеччина